# حسن هماش
حسن هماش هو شاعر أردني الجنسية ولد سنة 1938م في قرية بيت عطاب، من قرى قضاء القدس في فلسطين وهو الابن الثالث بين خمسة أخوة من البنين والبنات.

## مكان الولادة والإقامة
ولد في بيت عطاب، وكان لها تأثير واضح في الشاعر، فهي -كما يصفها- تنضح بساطة وطيبة أهلها وعفوية الحياة، جبلية الطبيعة مطلة على اغلب القرى الأخرى المجاورة، فيها قلعة قديمة تم بنائها على هذه القرية اعتمادا على طبيعتها الجبلية التي تساعد على حماية السكان المحليين قديما.كانت كثيفة الاشجار والخضرة تشتهر بنبتة الميرمية.

## الحياة العلمية والعملية
أكمل حسن دراسته الابتدائية في بيت عطاب، وانهى دراسته الثانوية في بيت لحم عام 1962م، كان محبا للقراءة والكتابة والشعر، وكان مميزا بذلك بين زملائه، حتى انه انتقل للعمل كمدرس في المملكة العربية السعودية مع وزارة المعارف معتمدا على شهادتة الثانوية آن ذاك عام 1962 - 1979م، مستغلا هذه الفترة لإكمال تعليمه الجامعي، فحصل على شهادته الجامعية الأولى: بكالوريوس في الأدب العربي/خريج 1971م، وحاصل على دبلوم دراسات إسلامية عليا من القاهرة / خريج 1975م.
بالإضافة إلى دورة في الإخراج الصحفي عام 1980م ودورة مكتبات من جمعية المكتبات الأردني في نفس العام
انتقل بعد السعودية للعمل مديرا اداريا مع وكالة التجارة الدولية في الكويت سنة 1981م.
ثم انتهى به المطاف معلما في وزارة التربية والتعليم الأردنية عام 1982م لغاية 2002م.
ولقد ساهم الشاعر في فكرة إضافة يوم عطلة في نهاية الأسبوع عن طريق مقالات ومشاورات في الجرائد اليومية والأسبوعية ك جريدة الرأي الأردنية،
وكان أيضا من المساهمين في تعديل قوانين البنوك وكميرات المراقبة الخاصة بها من خلال مقالاته في الجرائد عن طرق التحايل والسرقات البنكية، إثر حادثة شخصية حصلت مع ابنته الكبرى مع أحد البنوك.

## الحياة الاجتماعية
- عضو مؤسس لديوان أهالي بيت عطاب.
- رئيسا لديوان بيت عطاب (1992 - 1993م).
- أمين صندوق لديوان بيت عطاب (1990 - 1996م).
- عضو مؤسس ورئيس سابق لجمعية بيت عطاب الخيرية لرعاية الأيتام.
- فاعل وناشط في اصلاح ذات البين والناحية الاجتماعية.

## بداية مشوار الشعر
بدأ هماش يكتب الشعر، ولم تخرج قصائده الأولى في البداية عن نطاق العائلة والأحداث الأسرية الخاصة، كان قارئا جيدا لكثير من الشعراء ك الخليل بن أحمد الفراهيدي وزهير بن أبي سلمى وطرفة بن العبد والفرزدق والأخطل وعمرو بن كلثوم وأبو فراس الحمداني وأحمد شوقي والمتنبي وغيرهم الكثير من الشعراء.
عاش الشاعر طفولته يتيم الأب مما كان له تأثير عميق بنفس الشاعر وشخصيته، حيث قامت والدته بتربيتهم أفضل تربية وعكس ذلك عليه بعلاقته مع زوجته وابنائه في التعامل كما وصف ذلك في إهداء إحدى كتبه، حيث كتب:
بعد الإتكال على الله تعالى والصلاة والسلام على سيد الأنبياء والمرسلين، سيدنا محمد، صلى الله عليه وسلم، وعلى آله وأصحابه وأتباعه إلى يوم الدين أجميعين، أهدي هذا الجهد المتواضع إلى روح المرحومه - بإذن الله - والدتي التي نذرت حياتها وتجردت من متعة الحياة وزخرفها منذ نعومة أظفارنا، وبعد أن رحل عنها شريك حياتها أي والدنا رحمه الله وتركها وحدها لتقوم مقام الأب والأم، وتواجه شظف العيش وقسوة الحياة، خاصة بعد أن سلب اليهود بلادنا في فلسطين وألقو بنا في مهب الريح لا نعرف ماذا نفعل ولا من اين نعيش، مما دفع والدتنا رحمها الله أن تقتدي بالحديث النبوي الشريف «ليأخذ أحدكم حبله فيذهب إلى الجبل فيحتطب فيبيع خير له من أن يسأل الناس» وبذلك حفظت لنا كرامتنا وأبعدت عنا ذل السؤال والأعظم من ذلك أنها قد أصرت على تعليمنا وكنا ثلاثة أولاد وبنت واحدة وهي أي امنا الخامسة نشكل الأسرة البسيطة المستورة الحال والتي تتحلى بعزة النفس والكرامة، فغفر الله لوالدتنا وأبدل سيئاتها حسنات وأبدلها في الآخرة دارا خيرا من دارها واهلا خيرا من أهلها إنه على كل شيء قدير
كما لا يفوتني أن أجعل نصيبا كبيرا من هذا الإهداء إلى زوجتي المحترمة، أم أولادي وبناتي ورفيقة دربي في هذه الحياة والتي وقفت إلى جانبي في السراء والضراء، وعملت معي داخل وطننا الأردن وفي الخارج ولسنوات طويلة مما مكننا من تعليم أبنائنا وبناتنا التسعة جامعيا وإنني أشهد لها أنها وطوال مدة ارتباطنا بعضنا ببعض لم تتركني انم غضبان ولو ليلة واحدة، فلا يسعني إلا ان اعترف بجميلها ومن لا يشكر الناس لا يشكرالله، 
وأيضا لأولادي وبناتي نصيب من هذا الإهداء لما خصُونا به وبفضل الله تعالى من نبل أخلاقهم وعلو هممهم وحسن سيرتهم عند الناس وتوادهم وتراحمهم فيما بينهم وبننا فأطال الله في أعمارهم ووفقهم إلى ما فيه خير الدنيا والآخرة، كيف لا؟! وهم أكبادنا على الأرض تمشي. إنتهى الاقتباس
أما أول ديوان شعر اصدره كان في سنة 2002م تحت مسمى «الإرهاب الأعمى» فلقد كانت أولى القصائد في كتابه تحت عنوان «السور الواقي»، حيث كانت البداية كالآتي:
يا شارونُ لا يغرنك مـا فعلـته*****فأنت وسورك الواطي سوف لا يثنينا
لقد خدعت أتباعك من بني يهود ***** إذ وعدتهم بالأمـان من فدائيينـا
حيث أنه لم يستطع إخفاء مشاعره أكثر فقد أصدر ديوانه من وحي الانتفاضة الفلسطينية، فلم يكن من السهل عليه أن يخفي مشاعره في هذه الناحية كما هو في الأمور الحياتية الأخرى.
فلقد كانت فلسطين أول ما يخطر بباله في أي حديث يتكلم به ولا يتوانى عن ذكرها والتذكير بها وحق العودة اليها في أي زمان أو مكان، والعمل دائما على الحث على إبقاء من حوله من زوجة وأبناء واحفاد على دراية بما كان من الأحداث في التهجير والإحتلال الصهيوني والمعاناة التي واجهها وأهله في فترة الهجرة الفلسطينية من بلدة لأخرى داخل فلسطين ومن بلد لبلد.
وكان قد روى لنا (نحن عائلته) قصة من إحدى قصصه أيام الهجرة بأنه حفظ قصيدة من ثمانين بيتا على ضوء سراج والسراج عباره عن وسيلة اناره توضع بها مادة الكاز أو الزيت لإعطاء الضوء، ومثلها الكثير من الأمور المضحكة المبكية. التي لا يستطيع العقل تصورها بسهولة وان يستوعب الأحداث الصعبة التي مرت بالشاعر والشعب الفلسطيني أثناء الهجرة الفلسطينية، فهم الوحيدون القادرون على وصفها وتصويرها بدقة بالرغم من وصفها حتى بالكلمات من كثير من المؤرخين،

## أعماله
- الإرهاب الأعمى - ديوان شعر.
- ربيع الدم والدمار - ديوان شعر.
- الوداع الأخير - ديوان شعر.
- ذاكرة الأيام - ديوان شعر (مخطوط).
- مقطتفات من ذاكرة الأيام - ديوان شعر.
- صامدون - ديوان شعر.

## قضية شعرية
وكان الشاعر قد طرح تنويه في أحد مؤلفاته، كقضية شعرية كالآتي:
" قضية من قضايا التجديد في الشعر العربي العمودي
هذه قضية من قضايا التجديد في نظم الشعر العربي العمودي، وهي مطروحة للنقد والنقاش وإبداء الآراء المؤيدة والمخالفة، حيث أنه تولدت لدي الرغبة ومنذ مراحل الدراسة الثانوية في حفظ الشعر ونظمه وخاصة ما يعرف منه بالشعر العمودي وهو الشعر المبني على أوزان الخليل بن أحمد الفراهيدي، وبما أن هذا النوع من الشعر يمثل الأصالة، وهو ركن أساسي من أركان الأدب العربي الأصيل كيف لا، ؟!
وهو شعر المعلقات والحوليات لأعظم وأقدر شعراء الأمة العربية على مر العصور من أمثال: زهير بن أبي سلمى وطرفة بن العبد وعمرو بن كلثوم ومن ثم حسان بن ثابت، شاعر الرسول، صلى الله عليه وسلم، فجرير والفرزدق والأخطل والمتنبي وأبو فراس الحمداني وصولا إلى أمير الشعراء أحمد شوقي وغيره في عصرنا الحاضر0
ونظرا لتغير الظروف والأحوال في طبيعة الحياة وسبل العيش والتفكير، ألمَت بالناس موجة من الميل لحب التغيير ومحاولة التحرر والانفلات من كل ما هو قديم وموروث من العادات والتقاليد ونمط التفكير عدا المعتقدات الدينية، وبناءا عليه لقد طال هذا الميل في التغيير أساسا مهماً من أسس نظم الشعر العمودي التقليدي حتى بلغ الأمر بكثير من الشعراء إلى الابتعاد كثيرا حتى عدُوا النثر الأدبي شعرا وذلك بحجة التجديد،
وبما ان طرق باب التجديد المتزن ليس محرما أو ممنوعا فلقد اتبعت طريقة جديده في نظم الشعر العمودي وهي تحفظ له عناصره الرئيسية من وزن وقافيه والعناصر الأخرى، وهذه الطريقة تقوم على عدد الرموز العروضية أو المقاطع الصوتية لا على التفعيلات في كل شطر وبيت من أبيات القصيده، بحيث تلتزم أبيات القصيدة من بدايتها وحتى نهايتها بهذا العدد من الرموز أو المقاطع بغض النظر عن طولها أو قصرها،
وعلى سبيل المثال لا الحصر أوضح هذه الفكرة بما يلي، فهذه الأبيات من قصيدة «تحية للأهل في أكناف الأقصى» وهي إحدى قصائدي من ديوان«الإرهاب الأعمى»،
- أيا ربًة الشِعر هليِ وزيدي****** وأنثري على أهلي طيب قصيدي

وهكذا في بقية أبيات القصيدة التي منها أيضا:
- أيا ربة الشعر هلِي وزيدي*****وانثري على أهلي طيب قصيدي
- على الأحياء منهمو ومن قضى*****نحبه وعلى الحبيب الشهيد
- قوم إذا ما عُدً الأجواء كانوا*****طليعةً، وفي الكربِ كالحديد
- تنلُ عزَا إذا ما استجرت بهم*****وفيي المكارم، تنتمي للصيد
- شُمُ العرانين وصبح الوجوه*****وهم في الندى طوال الجيد
- يرفضون المهانة حتى لو ***** ذبحوا مالوريد إلى الوريد
- وإذا ما ألمت بهم نازلة***** تزُوا لها وقالوا: هيا وزيدي
- وإذا ما حلت بهم نكسة ***** صمدوا الجروح وهبوا من جديد

(وللقصيدة بقية)
ففي صدر البيت (12)رمزا أو مقطعا عروضيا، وكذلك في عجز البيت وباقي أبيات القصيدة وفي معظم القصائد لا يتجاوز عدد المقاطع سواء في الصدر أو العجز (1\4) رمزا الا فليلا واقلها يكون بناء على نوع القصيدة، وإذا ما تتبعنا القصائد المبنية على اوزان الخليل بن أحمد نجد ان اوزانها تكون في هذه الحدود، 
وبناء عليه ومما تقدم لا أجد غضاضة أو حرجا في ان اطرح فكرة بحر جديد من بحور الشعر العمودي المبني على الفكرة والوزن والقافية إضافة إلى عناصر القصيدة الأخرى،
وإنني لأجد أن أنسب تسمية لهذا البحر هو «البحر الوسيط» وذلك لتوسطه بي القديم والجديد،
وللعلم فإن هذه الطريقة تحتاج من الشاعر ما احتاجه الشعراء الأوائل للإبداع في أشعارهم وخاصة الإلمام بالكلمات المترادفة من مفردات اللغة العربية ليختار الشاعر منها ما يناسبه لبناء القصيدة وإلا سيجد صعوية في تحقيق غايته،
والله ولي التوفيق
انتهى الاقتباس

## وفاته
ظل حسن هماش محل تقدير الناس وموضع إعجابهم، حتى في يوم لم يستطع فتح عينه ليرى نور شمس الجمعة حيث دخل في غيبوبة لم تدم طويلا حيث دامت ستة أيام وتوفي بعدها في 3 سبتمبر 2014م الموافق 8 ذو القعدة 1435هـ، عن عمر يناهز 76 عام.
رحم الله الشاعرَ وغفر له وأبدل سيئاته حسنات، وأبدله دارا خيرا من داره وأهلا خيرا من أهله إنه على كل شيء قدير